# AEW Women's World Championship
AEW Women's World Championship (em português: Campeonato Mundial Feminino da AEW) é um campeonato mundial de luta livre profissional feminino criado e promovido pela promoção americana All Elite Wrestling (AEW). Fundado em 18 de junho de 2019, a campeã inaugural foi Riho. A atual campeã é "Timeless" Toni Storm, que está em seu quarto reinado, sendo o recorde do título. Ela conquistou o campeonato após derrotar   Mariah May no Grand Slam Australia em 15 de fevereiro de 2025.

## História

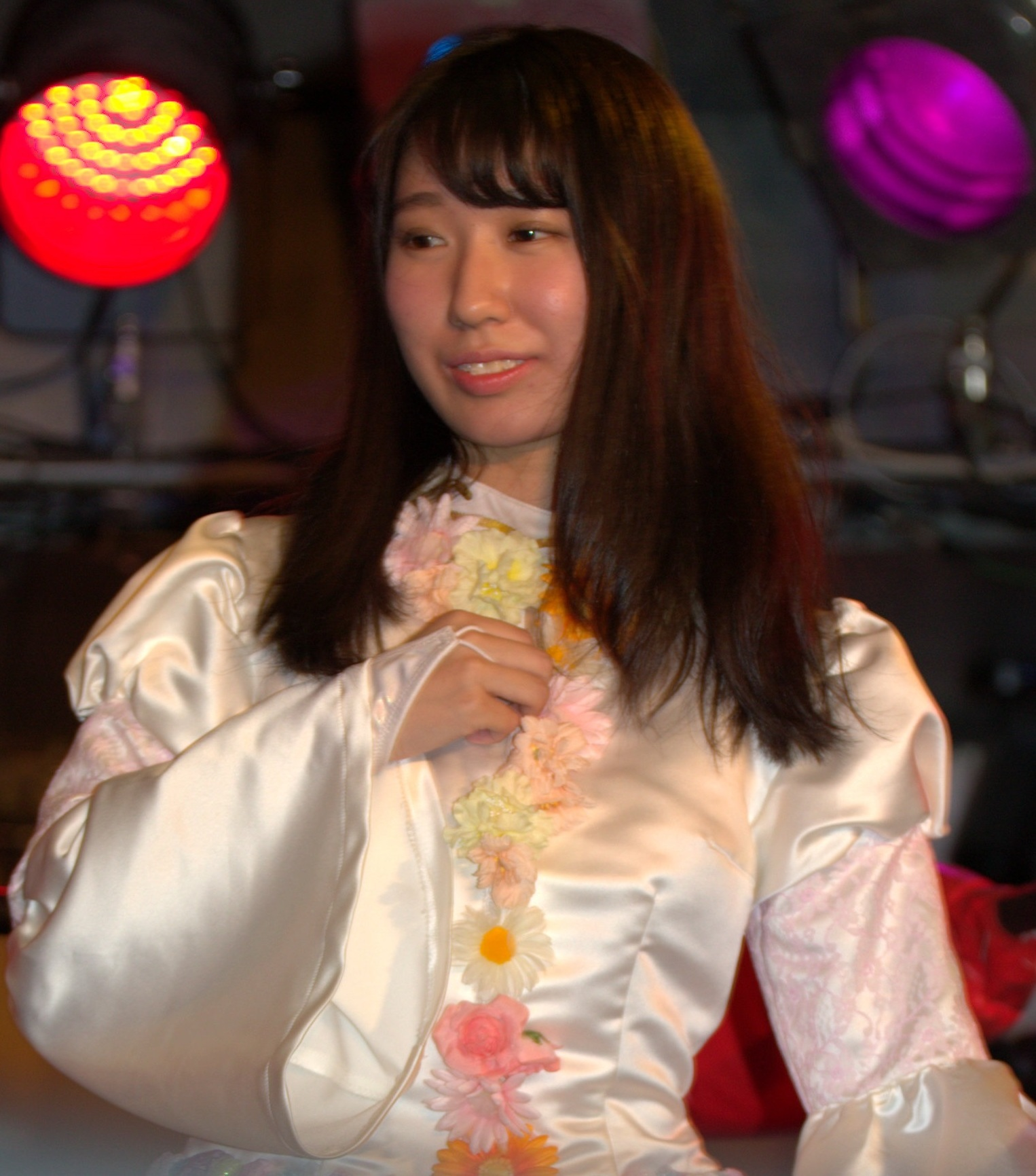
Riho, a campeã inaugural

Em 18 de junho de 2019, seis meses após a fundação da promoção americana de wrestling profissional All Elite Wrestling (AEW), o presidente e CEO da AEW, Tony Khan, anunciou planos para um campeonato de simples e de duplas para o divisão feminina. 
Foi então anunciado pela diretora de marca da AEW, Brandi Rhodes, que o cinturão do Campeonato Mundial Feminino da AEW seria revelado em 31 de agosto no All Out, e que a primeira campeã seria coroada em 2 de outubro durante a transmissão inaugural do programa semanal de televisão da AEW. show, mais tarde revelado como Dynamite.
Ambas as participantes da luta inaugural do campeonato foram determinados no All Out. A primeira competidora foi determinada pelo Casino Battle Royale feminino durante o pré-show do Buy In, que foi vencido por Nyla Rose. Mais tarde naquela noite no show principal, Riho se tornou sua oponente ao derrotar Hikaru Shida. No episódio de estreia de Dynamite, Riho derrotou Rose para se tornar a campeã inaugural. 
No All Out em 4 de setembro de 2022, a atual campeã Thunder Rosa foi originalmente escalada para defender o campeonato contra Toni Storm; no entanto, devido a Rosa ter sofrido uma lesão nas costas no final de agosto, a luta foi cancelada. Em vez de desocupar o título, foi decidido que um campeão interino seria coroado até o retorno de Rosa, após o qual o campeão interino enfrentaria Rosa para determinar o campeão indiscutível. Uma luta four-way foi agendada para o All Out, onde Storm derrotou Dr. Britt Baker, D.M.D., Jamie Hayter e Hikaru Shida para se tornar o campeão interino. No Full Gear em 19 de novembro, Hayter derrotou Storm para ganhar o campeonato interino. No entanto, no episódio de 23 de novembro do Dynamite, foi anunciado que Rosa havia renunciado ao campeonato linear, assim Hayter se tornou o campeão oficial por padrão e o reinado interino de Storm foi retroativamente tornado um reinado oficial.

## Design do título

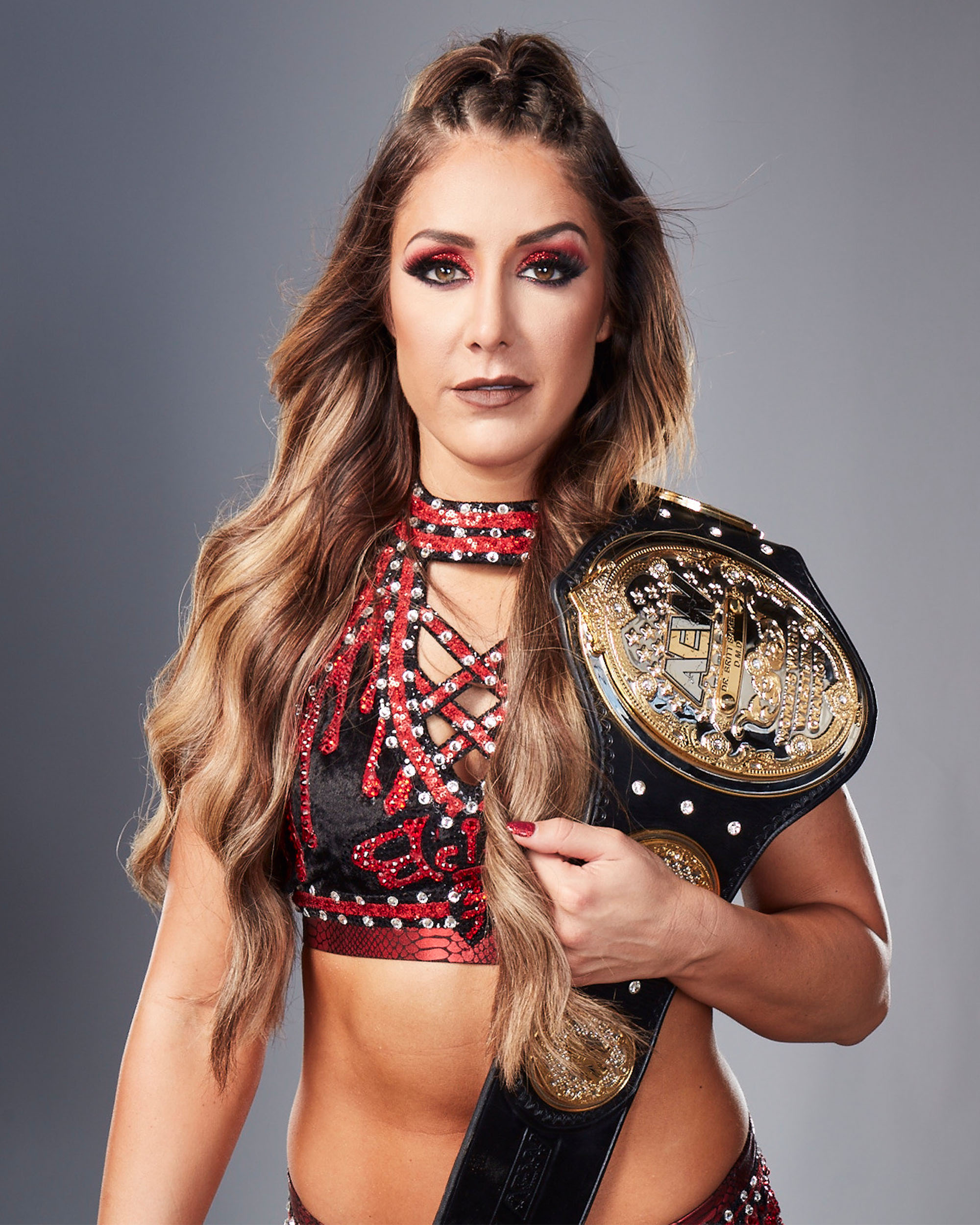
A Dr. Britt Baker, D.M.D., com a segunda versão do título usada entre 2021 e 2022

O cinturão original do Campeonato Mundial Feminino da AEW tinha uma pequena placa central oval. Havia um total de seis placas laterais, três de cada lado da placa central. O topo da placa central tinha uma coroa e ornamentação alinhada na borda da placa central. Bem no centro da placa havia uma placa com o nome do campeão em título. Acima da placa de identificação estava o logotipo da AEW, enquanto abaixo da placa estava escrito "Campeã Mundial de Wrestling Feminina". As placas laterais tinham um globo no centro com filigranas ao redor do globo. As placas eram de ouro e níquel e traziam uma pulseira de couro preto.
Em 28 de maio de 2021, transmissão especial de sexta à noite de Dynamite, a atual campeã Hikaru Shida foi premiada com um cinturão ligeiramente atualizado. O cinto atualizado apresentava o mesmo design geral, mas era um pouco maior com diamantes incrustados extras e banho de ouro extra, e tinha apenas duas placas laterais em cada lado da placa central em vez de três. A inauguração deste design atualizado foi para comemorar o reinado de 370 dias de Shida, que na época era o reinado mais longo de qualquer campeonato AEW (esse recorde seria quebrado por Jade Cargill com o Campeonato AEW TBS em janeiro de 2023). Shida, no entanto, perderia o título apenas dois dias depois no Double or Nothing para a Dra. Britt Baker, D.M.D.
No Revolution em 6 de março de 2022, Baker revelou um novo design do cinturão do campeonato com placas maiores, que são douradas e com cinto preto. No centro da placa central está um globo que mostra os continentes da América do Norte e do Sul. Acima do globo há uma faixa preta que diz "Women's World", enquanto abaixo do globo está outra faixa preta que diz "Wrestling Champion". No topo da placa central está o logotipo da AEW, enquanto a filigrana preenche o resto da placa. Falta uma placa de identificação que estava no design anterior. Cada uma das placas laterais internas tem uma parte do globo que mostra os continentes que não estão na placa central, enquanto as placas laterais externas têm dois lutadores lutando abaixo do logotipo da AEW. O novo cinturão foi desenhado por Belts By Dan, que levou três semanas para ser concluído, e foi inspirado no cinturão do Campeonato Norte-Americano Centro-Sul da década de 1980.

## Reinados

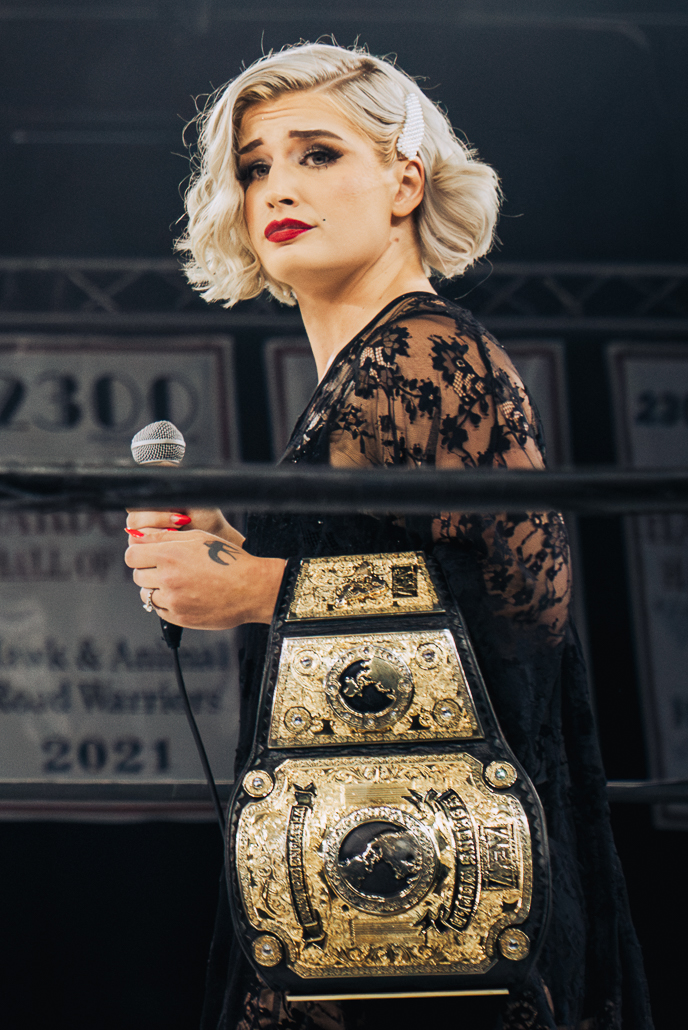
Atual campeã em seu quarto reinado recorde, "Timeless" Toni Storm.

Até 22 de julho de 2025, foram quatorze reinados entre nove campeãs e uma ocasião em que o título ficou vago. Riho foi a campeã inaugural. Toni Storm possui o maior número de reinados, com quatro. Hikaru Shida tem os reinados mais longos e mais curtos, com seu primeiro reinado durando 372 dias e seu segundo reinado durando apenas 25 dias. Shida também tem o reinado combinado mais longo, 397 dias. Riho foi a campeã mais jovem aos 22 anos, enquanto Nyla Rose é a campeã mais velha aos 37.
"Timeless" Toni Storm é a atual campeã em seu quarto reinado recorde. Ela conquistou o título ao derrotar a ex-campeã Mariah May no Grand Slam Australia em 15 de fevereiro de 2025, em Brisbane, Austrália.
| Nº        | Número geral do reinado                           |
| Reinado   | Número de reinado para o campeão específico       |
| Dias      | Número de dias retidos                            |
| Dias rec. | Número de dias detidos reconhecidos pela promoção |
| +         | Indica o reinado atual.                           |

| Nº                        | Campeã                 | Mudança de campeã       | Mudança de campeã                | Mudança de campeã         | Estatísticas do reinado | Estatísticas do reinado | Estatísticas do reinado | Notas | Ref.   |
| Nº                        | Campeã                 | Data                    | Evento                           | Local                     | Reinado                 | Dias                    | Dias rec.               | Notas | Ref.   |
| ------------------------- | ---------------------- | ----------------------- | -------------------------------- | ------------------------- | ----------------------- | ----------------------- | ----------------------- | --- | ------ |
| All Elite Wrestling (AEW) |                        |                         |                                  |                           |                         |                         |                         | |        |
| 1                         | Riho                   | 2 de outubro de 2019    | Dynamite                         | Washington, D.C.          | 1                       | 120                     | 120                     | Derrotou Nyla Rose para se tornar a campeã inaugural. | [ 1 ]  |
| 2                         | Nyla Rose              | 12 de fevereiro de 2020 | Dynamite                         | Austin, Texas             | 1                       | 101                     | 101                     | | [ 2 ]  |
| 3                         | Hikaru Shida           | 23 de maio de 2020      | Double or Nothing                | Jacksonville, Flórida     | 1                       | 372                     | 372                     | Foi uma luta sem desclassificação e sem contagem. | [ 3 ]  |
| 4                         | Dr. Britt Baker, D.M.D | 30 de maio de 2021      | Double or Nothing                | Jacksonville, Flórida     | 1                       | 290                     | 290                     | | [ 4 ]  |
| 5                         | Thunder Rosa           | 16 de março de 2022     | Dynamite: St. Patrick's Day Slam | San Antonio, Texas        | 1                       | 172                     | 172                     | Foi uma luta Steel Cage. | [ 5 ]  |
| —                         | Vago                   | 4 de setembro de 2022   | All Out                          | Hoffman Estates, Illinois | —                       | —                       | —                       | A campeã linear Thunder Rosa sofreu uma lesão nas costas no final de agosto e uma campeã interina foi coroada neste evento. No episódio de 23 de novembro de 2022 do Dynamite, Rosa renunciou ao título linear e os reinados provisórios subsequentes foram oficializados retroativamente. | [ 6 ]  |
| 6                         | Toni Storm             | 4 de setembro de 2022   | All Out                          | Hoffman Estates, Illinois | 1                       | 76                      | 76                      | A campeã linear Thunder Rosa estava originalmente escalada para defender o título contra Storm neste evento, mas foi retirada devido a uma lesão. Em vez disso, Storm enfrentou e derrotou Dr. Britt Baker, DMD, Hikaru Shida e Jamie Hayter em uma luta four-way para se tornar a campeã interina. Devido à perda do título linear de Rosa no episódio do Dynamite de 23 de novembro de 2022, o reinado interino de Storm foi retroativamente tornado oficial. | [ 7 ]  |
| 7                         | Jamie Hayter           | 19 de novembro de 2022  | Full Gear                        | Newark, Nova Jérsey       | 1                       | 190                     | 191                     | Hayter derrotou Toni Storm para vencer o título interino. No episódio de 23 de novembro de 2022 do Dynamite, foi anunciado que Thunder Rosa havia renunciado ao título linear, tornando Hayter a campeão indiscutível. | [ 8 ]  |
| 8                         | Toni Storm             | 28 de maio de 2023      | Double Or Nothing                | Paradise, NV              | 2                       | 66                      | 66                      | | [ 9 ]  |
| 9                         | Hikaru Shida           | 2 de agosto de 2023     | Dynamite: 200                    | Tampa, FL                 | 2                       | 25                      | 25                      | | [ 10 ] |
| 10                        | Saraya                 | 27 de agosto de 2023    | All In                           | Londres, Inglaterra       | 1                       | 44                      | 44                      | Esta foi uma luta 4-way, envolvendo também Dr. Britt Baker, D.M.D. e Toni Storm, que Saraya derrotou para ganhar o título. | [ 11 ] |
| 11                        | Hikaru Shida           | 10 de outubro de 2023   | Title Tuesday                    | Independence, MO          | 3                       | 39                      | 39                      | | [ 12 ] |
| 12                        | "Timeless" Toni Storm  | 18 de novembro de 2023  | Full Gear                        | Inglewood, CA             | 1                       | 281                     | 281                     | | [ 13 ] |
| 13                        | Mariah May             | 25 de agosto de 2024    | All In                           | Inglewood, CA             | 1                       | 174                     | 174                     | | [ 14 ] |
| 14                        | "Timeless" Toni Storm  | 15 de fevereiro de 2025 | Grand Slam Australia             | Brisbane, Austrália       | 4                       | 157+                    | 157+                    | | [ 15 ] |

## Reinados combinados
Até 22 de julho de 2025.
| † | Indica a atual campeã |

| Pos. | Lutadora                  | Nº de reinados | Dias combinados | Dias combinados reconhecidos pela AEW |
| ---- | ------------------------- | -------------- | --------------- | ------------------------------------- |
| 1    | ("Timeless") Toni Storm † | 4              | 580+            | 580+                                  |
| 2    | Hikaru Shida              | 3              | 436             | 436                                   |
| 3    | Dr. Britt Baker, D.M.D.   | 1              | 290             | 290                                   |
| 4    | Jamie Hayter              | 1              | 190             | 191                                   |
| 5    | Mariah May                | 1              | 174             | 174                                   |
| 6    | Thunder Rosa              | 1              | 172             | 172                                   |
| 7    | Riho                      | 1              | 133             | 133                                   |
| 8    | Nyla Rose                 | 1              | 101             | 101                                   |
| 9    | Saraya                    | 1              | 44              | 44                                    |